# Proegmena
Proegmena is een geslacht van kevers uit de familie bladkevers (Chrysomelidae).
De wetenschappelijke naam van het geslacht werd in 1889 gepubliceerd door Julius Weise.

## Soorten
- Proegmena bipunctata (Chen, 1942)
- Proegmena impressicollis (Jacoby, 1891)
- Proegmena pallidipennis Weise, 1889
- Proegmena smaragdina (Gressitt & Kimoto, 1963)
- Proegmena taiwana Takizawa, 1978